# Ishaq Dar
Ishaq Dar (en urdú : محمد اسحاق ڈار, Lahore, 1950) és un economista i polític pakistanès. És conegut per haver estat tres vegades ministre d'hisenda del país i ser proper a Nawaz Sharif.
Ishaq Dar és un membre prominent de la Lliga Musulmana del Pakistan (N), en la que ocupa diversos llocs de responsabilitat. Ha estat successivament diputat, ministre de Comerç, ministre d'hisenda i senador. Ha dirigit el grup del seu partit al Senat i ha estat cap de l'oposició de la cambra alta de 2012 a 2013. Va ser ministre d'hisenda de 2013 a 2017, durant el tercer mandat de Nawaz Sharif, abans de ser destituït per la Cort suprema. Malgrat aquesta decisió, Dar és de nou nomenat ministre d'hisenda per Shahid Khaqan Abbasi, abans d'abandonar definitivament les seves funcions durant el mateix any.

## Biografia

### Estudis i carrera professional
És diplomat per la Universitat del Pendjab l'any 1968 i 1972. Va obtenir el seu Bachelor de comerç en el primer lloc i rebent una medalla d'or. Va obtenir igualment un diploma d'expert-comptable a Anglaterra.
L'any 1993, és president de la Cambra de comerç i d'indústria de Lahore.

### Carrera política

#### Ministre del Comerç, després d'hisenda de 1997 a 1999
Ishaq Dar va ser elegit diputat de l'Assemblea nacional per primera vegada en les eleccions legislatives pakistaneses de 1997 quan que el seu partit va assolir una neta majoria absoluta. Ishaq Dar és llavors ministre de Comerç el 17 de febrer de 1997, després acumulativament ministre d'hisenda el 6 de novembre de 1998 al govern del Primer ministre Nawaz Sharif. És llavors encarregat de negociar amb el Fons monetari internacional un préstec per al Pakistan mentre el país pateix dificultats econòmiques i financeres importants. Perd el seu lloc amb el cop d'estat del general Pervez Musharraf el 12 d'octubre de 1999.

#### Senador
L'any 2003, és elegit senador per a només tres anys, i dirigeix llavors el grup de la Lliga musulmana de Pakistan al Senat. És reelegit l'any 2006 per a un mandant de sis anys, i de nou l'any 2012 per a un nou mandat de sis anys. El març de 2012, és elegit cap de l'oposició al Senat.
Ishaq Dar és membre de la comissió encarregada de redactar la 18a esmena a la Constitució. S'esforça llavors en crear un consens polític al voltant de la reforma que permetrà que l'esmena sigui votada per quasi-unanimitat a les Corts Generals. L'any 2011, és vicepresident de la comissió encarregada de l'aplicació de l'esmena. Ha estat també president de la secció d'« afers internacionals » del seu partit

#### Efímer ministre d'hisenda l'any 2008

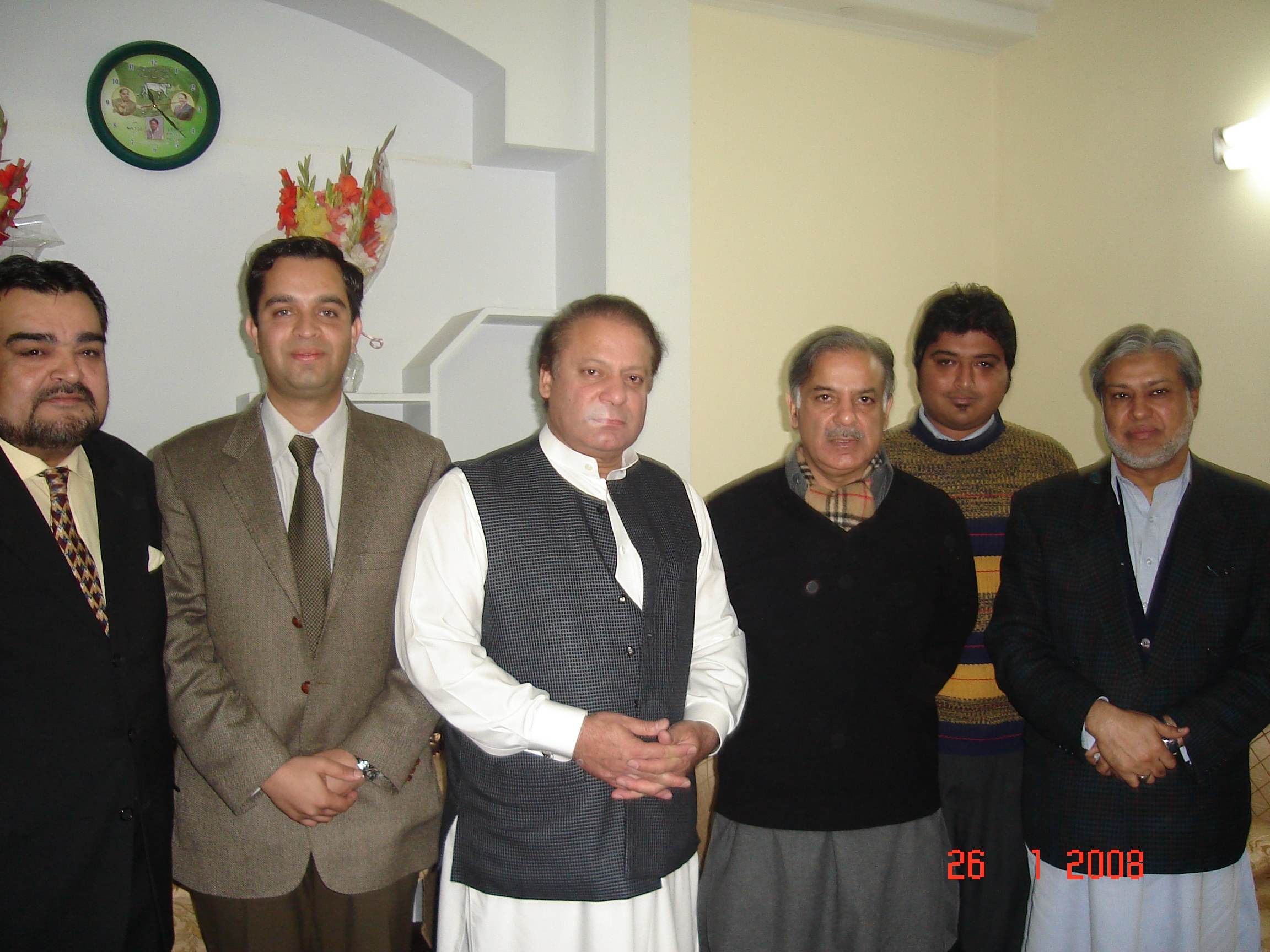
Ishaq Dar a la dreta, acompanyat de Nawaz Sharif al centre.

Després de les eleccions legislatives de 2008, la Lliga musulmana de Nawaz Sharif arriba segona i s'uneix al govern de coalició liderat per Youssouf Raza Gilani. Ishaq Dar esdevé altra vegada ministre d'hisenda el 31 de març de 2008 i ha d'enfrontar-se a dificultats econòmiques i financeres excepcionals. Tanmateix, el 12 de maig de 2008, abandona el seu lloc per protestar contra la no reintegració dels jutges revocats per l'expresident Pervez Musharraf l'any 2007, condició no obstant això inclosa als acords de coalició. El seu partit abandona la coalició parlamentària per a passar a l'oposició.

#### Tornada al ministeri d'hisenda l'any 2013
Després de la victòria de la Lliga musulmana de Pakistan a les eleccions legislatives de l'11 de maig de 2013, Nawaz Sharif esdevé altra vegada Primer ministre i Ishaq Dar és novament nomenat ministre d'hisenda. Gestiona la delicada situació financera en la que es troba el país i sol·licita un préstec del Fons monetari internacional. Arriba a portar el programa fins a la seva fi i a redreçar el creixement econòmic del país, però l'economia continua patint talls de llum i els sectors del tèxtil i de l'agricultura se'n ressenten particularment. Les desigualtats augmenten sota el seu mandat.
El 28 de juliol de 2017, és destituït de les seves funcions per la Cort suprema al costat del Primer ministre Nawaz Sharif, en el marc d'una investigació fiscal practicada pel cap del govern. Ishaq Dar havia lliurat a la justícia documents falsos que havien d'exculpar Nawaz Sharif en relació amb els béns immobiliaris adquirits a l'estranger. El 4 d'agost de 2017, és tanmateix de nou nomenat ministre d'hisenda per Shahid Khaqan Abbasi. Abandona les seves funcions el novembre del mateix any després d'abandonar el país. El juliol de 2018, l'Oficina nacional de comptes li retreu un patrimoni considerat anormalment elevat, de 832 milions de rupies, o sigui prop de sis milions d'euros. Trobant-se a Londres, és declarat « fugitiu » i el ministeri de l'Interior demana la seva extradició via Interpol.
El juny de 2019, va sol·licitar asil polític al Regne Unit però més tard va ser denegat a la seva família.